# Fünf Gedichte aus 'Bilder des Orients' von Stieglitz
Fünf Gedichte aus 'Bilder des Orients' von Stieglitz is een compositie van Niels Gade. Het bestaat uit een vijftal liederen, die gezamenlijk maar ook apart gezongen kunnen worden.
De vijf liederen zijn:
- Deine Stimme lass ertönen (Ali)
- Meinen Kranz (Fatme)
- Am Brunnen (Fatme)
- Ständchen (Ali)
- Wenn der letzte Saum de Tages (Fatme)

De teksten werden geleverd door Heinrich Wilhelm Stieglitz. Carl Loewe gebruikte in zijn opus 10 uit 1833 al teksten uit Stieglitz dichtbundel. De teksten die Gade gebruikte verhalen over Fatme en Ali, die hun liefde bezien